# Annaberger Bach
Der Annaberger Bach ist ein etwa fünf Kilometer langer, linker Nebenfluss des Rheins in Bonn, der die Ortsteile Friesdorf, Hochkreuz und Gronau durchfließt.

## Geographie

### Verlauf
Der Annaberger Bach entwässert wie alle Bäche am Osthang des Kottenforsts und der südlichen Ville die dort vorhandene Hauptterrasse, welche vorwiegend aus Rheinschottern besteht und mit einer Bodenschicht des als regional bezeichneten Kottenforstlehms bedeckt ist.
Im Teich südwestlich des Rheinhöhenwegs sammelt sich vorwiegend saisonaler Oberflächenabfluss, welcher hier bei durchschnittlichen Witterungsverhältnissen gestaut wird. Der Teich („Senker Kuhle“) wurde vor mehr als 100 Jahren vom Menschen als Waldgewässer im Quellbereich des Annaberger Baches angelegt. Der vorhandene Überlauf des Teiches wird aber nur sehr selten erreicht. Nach der Querung des Rheinhöhenwegs beginnt, durch Tiefenerosion verursacht, das Tal des Annaberger Baches. In diesem Bereich fällt der Bach häufig trocken.
Der Abschnitt des Tales, in welchem der Bach stetig, über den Austritt von Sickerquellen wasserführend ist, beginnt erst ca. 100 m unterhalb des Teiches im Quellgebiet. Von dort aus verläuft der Bach in Richtung Norden, während die Taleintiefung fortschreitet und die Wasserführung, bedingt durch linksseitig mündende Nebenläufe schnell zunimmt.
In seinem weiteren Verlauf trifft der Bach bei Beginn des Siedlungsraumes in der Annaberger Straße mit dem Gieveningsbach in Friesdorf zusammen, bevor er an einem Geröll- und Hochwasserrückhaltebecken in der Verrohrung verschwindet.
In dieser verläuft er dann unterhalb von Annaberger Straße, Im Bachele und der Straße Im Wiesengrund, bis er sich an deren Ende unter einer Fußgängerbrücke mit dem Winzerbach verbindet.
Von dort aus fließt der Annaberger Bach, von einigen Verrohrungen abgesehen, in einem naturnah gestalteten Bachbett innerhalb von Grünanlagen nach Nordosten, bis er bei der Einmündung der Straße Am Schwalbengarten in die Bernkasteler Straße den Klufterbach aufnimmt.
Der weitere Verlauf erfolgt unter Beibehaltung der bisherigen Gewässerstrukturen am Platz des Grundgesetzes vorbei durch den Park Hain der Nationen (1994 fertiggestellt), bis der Bach nördlich der U-Bahn-Haltestelle Robert-Schuman-Platz erneut unterirdisch kanalisiert wird (Entwässerungskanal von 1974) und schließlich – auf die Westseite der Bundesautobahn 562 gewechselt – an der Konrad-Adenauer-Brücke in den Rhein mündet.
Der Bach durchfließt den Siedlungsraum zum Teil verrohrt und zum Teil offen. Oberhalb des Geröllbeckens in der Annaberger Straße verläuft er natürlich durch einen Laubwald. Die Gewässergüte oberhalb des Hochwasserrückhaltebeckens ist I-II, in den offenen Bereichen innerhalb des Siedlungsraumes II.

Bach-Impressionen
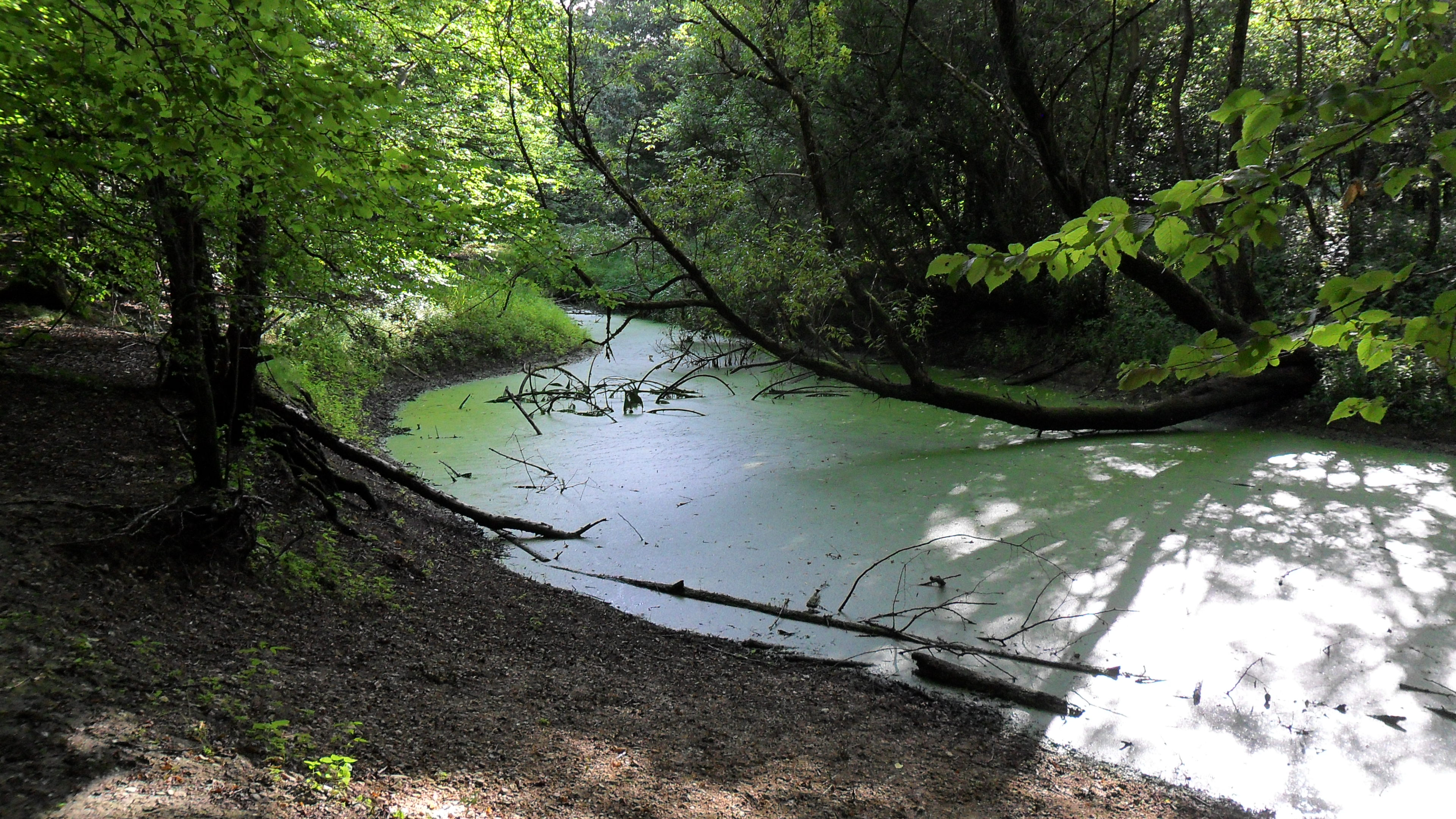
Der Teich oberhalb des Rheinhöhenwegs
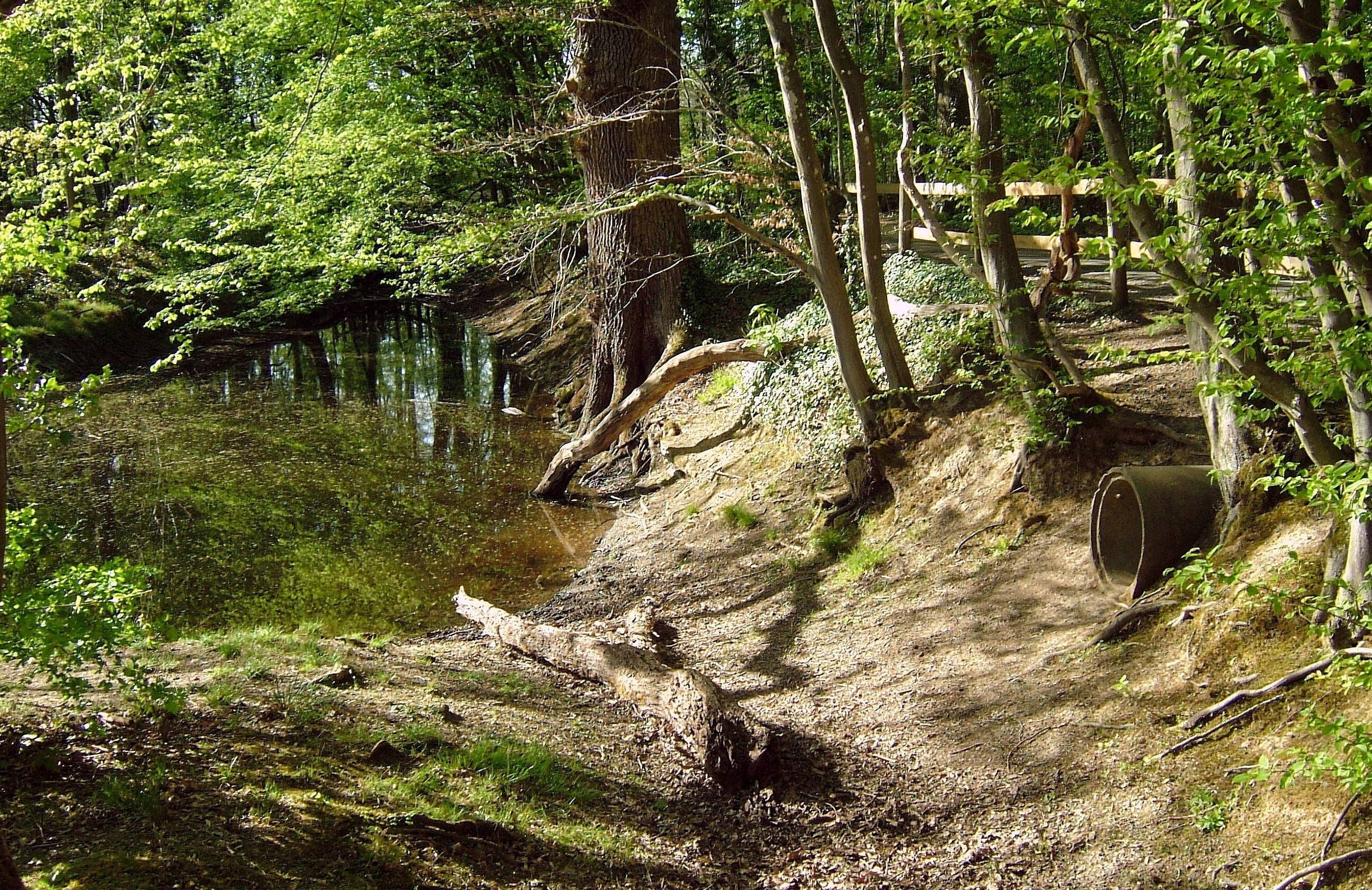
Der Teich oberhalb des Rheinhöhenwegs mit Überlauf
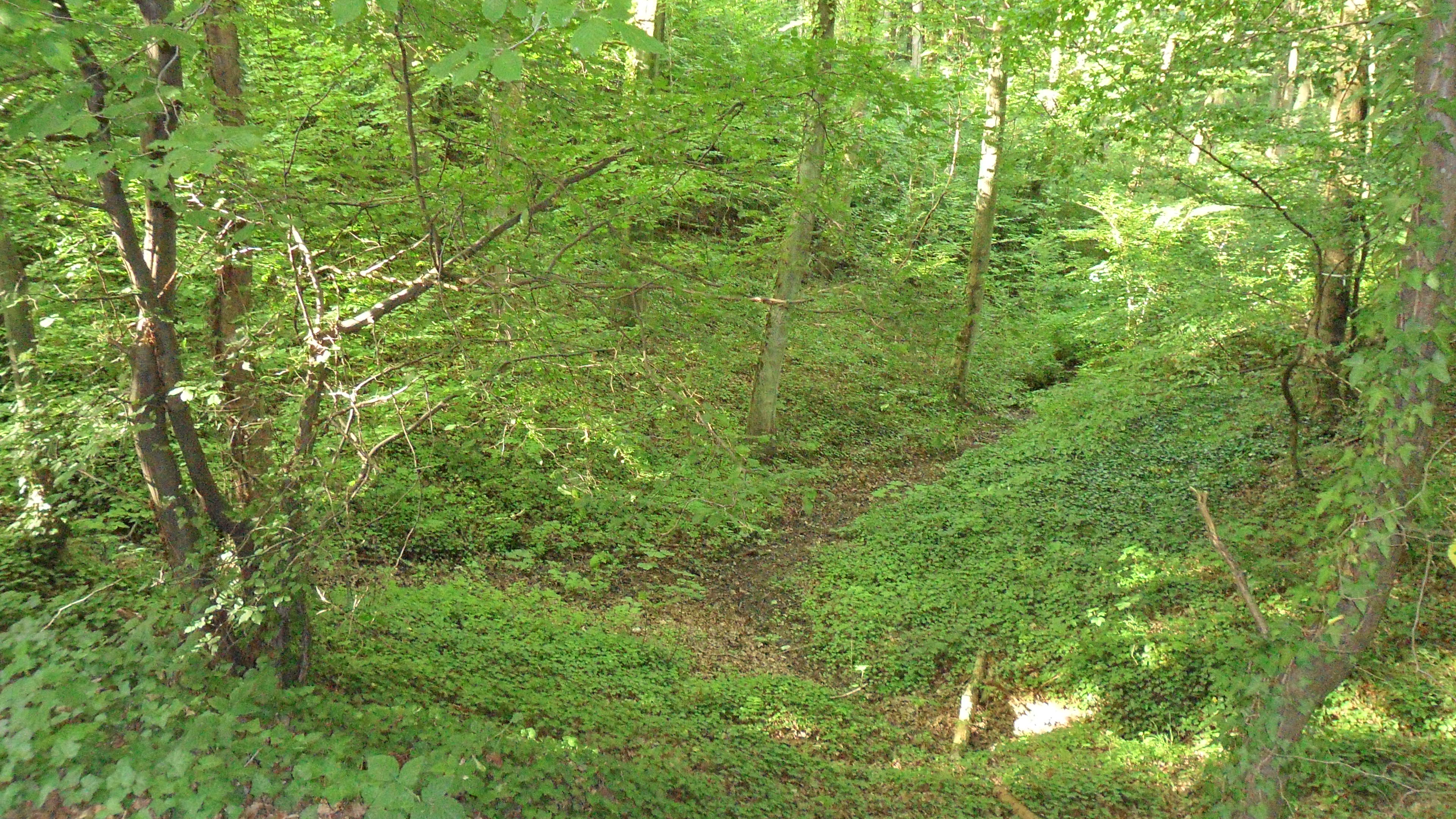
Der trockengefallene Quellbereich unterhalb des Rheinhöhenwegs
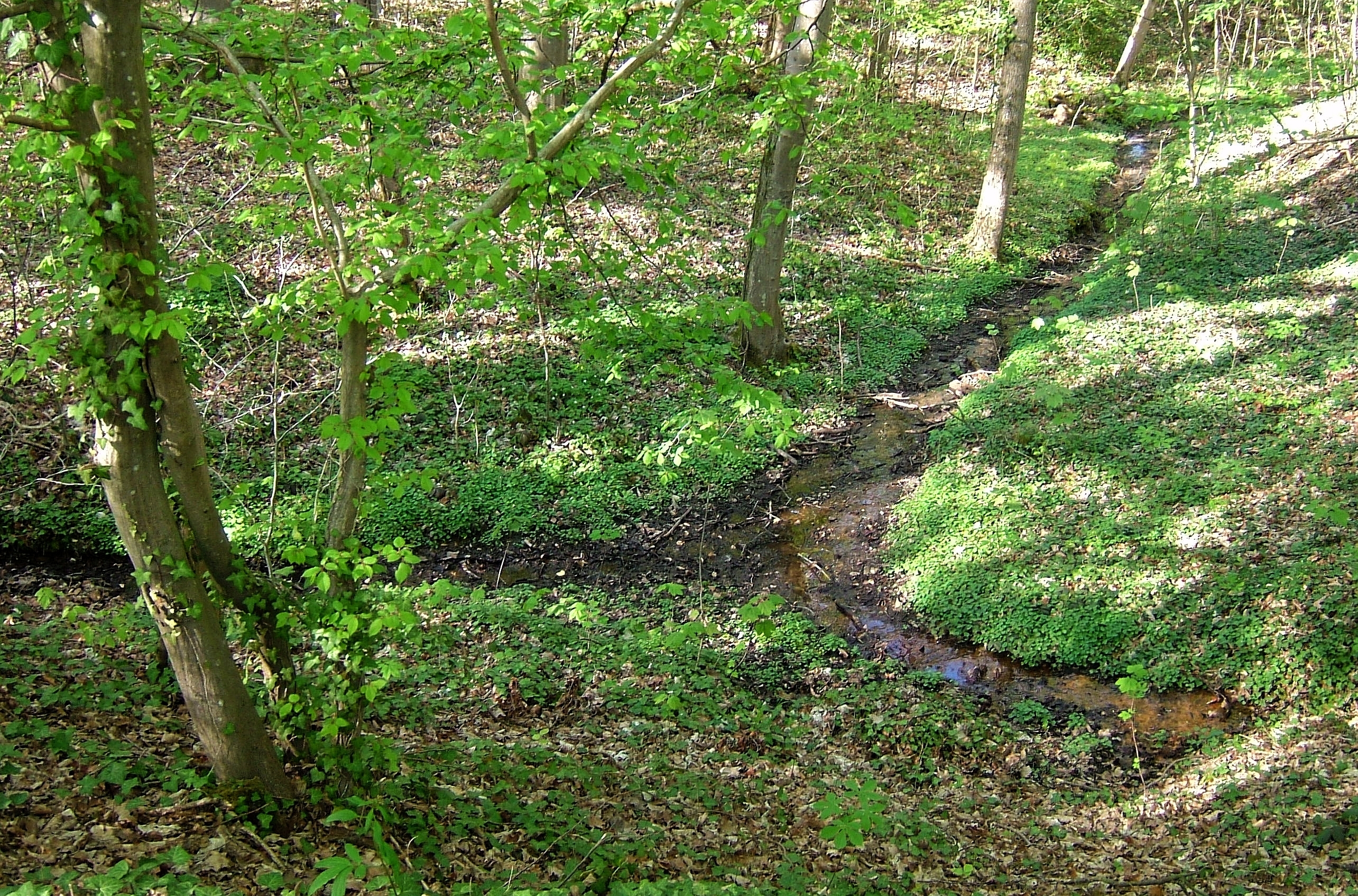
Die Quellbäche des Annaberger Bachs – wasserführend
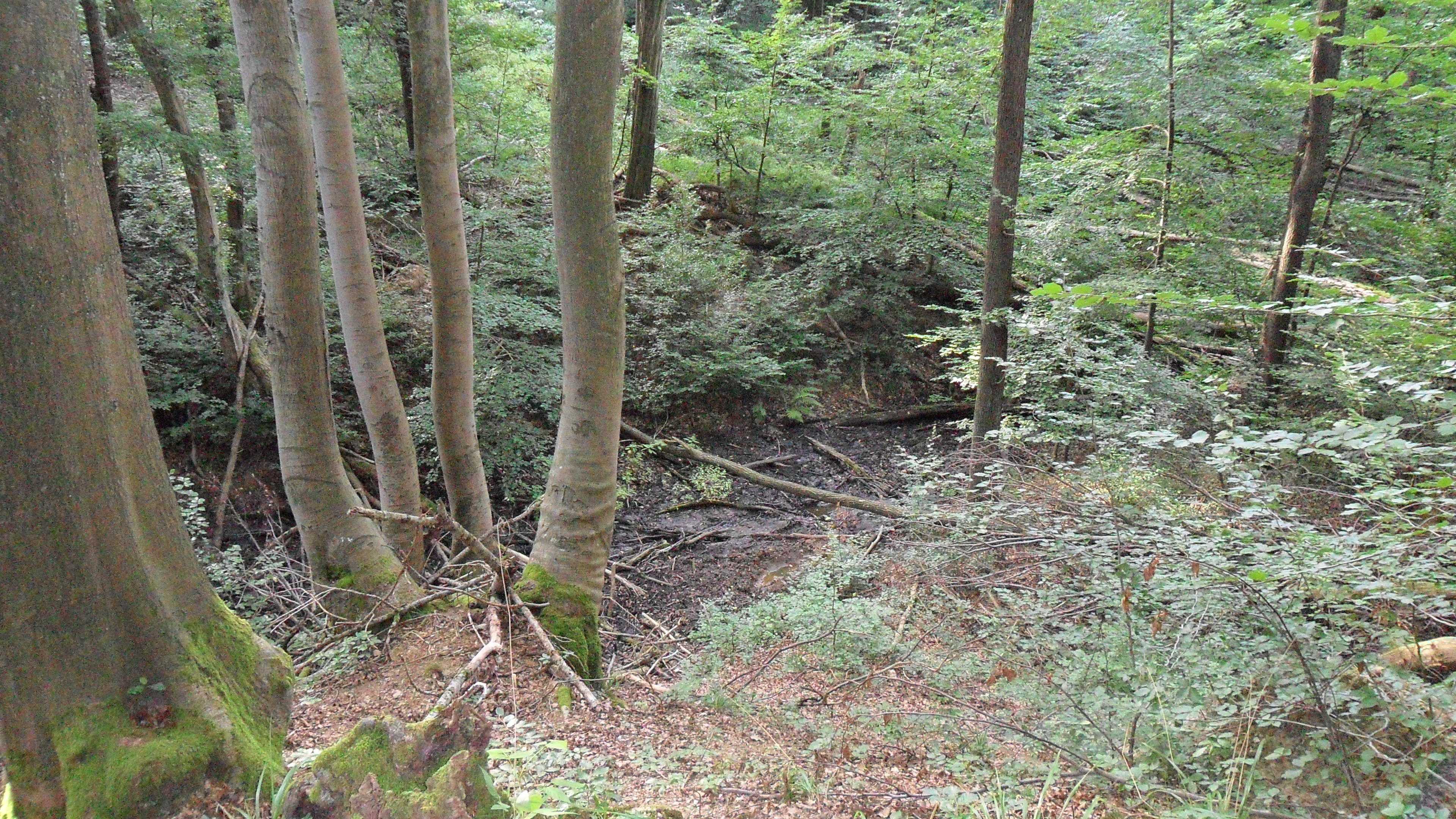
Der Mittellauf des Annaberger Baches

### Zuflüsse
- Gieveningsbach[2] (links), 2,6 km, 1,8 km²
- Klufterbach[2] (rechts), 3,4 km, 0,9 km²

## Regulierungen
Bis zum Juni 2000 wurde der Bach in die Mischwasserkanalisation eingeleitet. Die Herausnahme aus dieser geschah im Zuge der Umsetzung der WRRL sowie zur Entlastung der Kläranlage Bad Godesberg.

## Wege
Der Talabschnitt oberhalb des Hochwasserrückhaltebeckens ist nicht durch Wege erschlossen und nur schwer zugänglich. Dadurch wird die Gewässerökologie dort kaum gestört.